# Casamassima

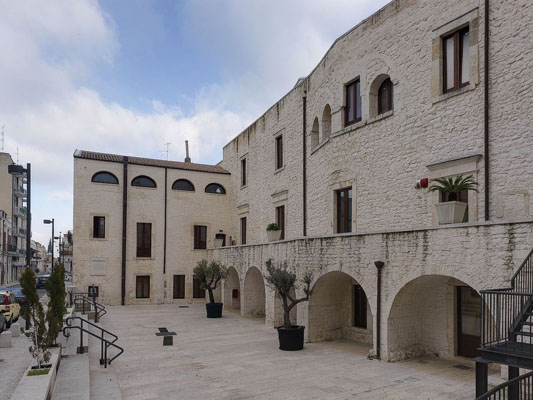
Palazzo Monacelle

Casamassima ist eine italienische Gemeinde (comune) in der Region Apulien.

## Geographie
Die Gemeinde hat 19.208 Einwohner (Stand 31. Dezember 2023). Sie liegt in der Metropolitanstadt Bari, etwa 18 Kilometer südlich von Bari am östlichen Rand der Murgia.

## Geschichte
Es gibt 79 apulischen Menhire. Sie sind zum Teil geometrisch und sehr schlank gestaltet. Der Menhir von Casamassima hat eine Höhe von bis zu 4,7 Metern.
Die Gründung des Ortes wird für das frühe Mittelalter, zwischen dem 8. und 10. Jahrhundert, angenommen. Die älteste erhaltene Erwähnung des Ortes stammt von 962. Unter Friedrich II. war die Siedlung Teil seines Herrschaftsgebiets. 1195 wurde sie der Familie Massimi zu Lehen gegeben. Davon leitet sich auch der Name des Ortes ab. 1348 wird der Ort Teil der Herrschaft von Taranto.

## Verkehr
Etwas westlich des Ortes verläuft die Autostrada A14. Der Ort ist an die Strada Statale 100 von Bari nach Tarent angeschlossen.
Casamassima besitzt einen Bahnhof an der Bahnstrecke Bari–Martina Franca–Taranto.